# Kvibille sogn
Kvibille sogn i Halland var en del af Halmstad herred. Kvibille distrikt dækker det samme område og er en del af Halmstads kommun. Sognets areal var 46,11 kvadratkilometer, heraf land 45,70. I 2020 havde distriktet 1.265 indbyggere. Landsbyen Kvibille ligger i sognet.
Navnet (1314 Quithbilæ) har en uklar oprindelse. Befolkningen steg fra 1810 (693 indbyggere) til 1860 (1.142 indbyggere). Derefter faldt den, så der i 1960 var 658 indbyggere i Kvibille. Siden er befolkningen steget igen, især mellem 1960 og 1980.
Der er tre naturreservater i sognet: Biskopstorp (delt med Slættåkra sogn) er en del af EU-netværket Natura 2000, mens Hålldammsknattarna (delt med Getinge sogn) og Kungsladugården er kommunale naturreservater.